# Wilhelm Noller
Wilhelm Noller (28 de novembro de 1919 - 26 de dezembro de 2011) foi um piloto alemão da Luftwaffe durante a Segunda Guerra Mundial. Voou 1058 missões de combate, nas quais destruiu 86 tanques, dois comboios blindados, dois navios e cinco pontes. Foi condecorado com a Cruz de Cavaleiro da Cruz de Ferro no dia 6 de Abril de 1944.